# Joseph François Piscador
Joseph François Piscador nacido el 27 de mayo de 1866 en Gante y fallecido el 31 de enero de 1928 en Wilsele , cerca de Lovaina, fue un arquitecto Belga adepto al estilo neogótico. 

## Biografía

Seminario Leon XIII, diseñado por Joris Helleputte. La construcción del ala derecha y la capilla fue dirigida por el arquitecto J.F. Piscador.

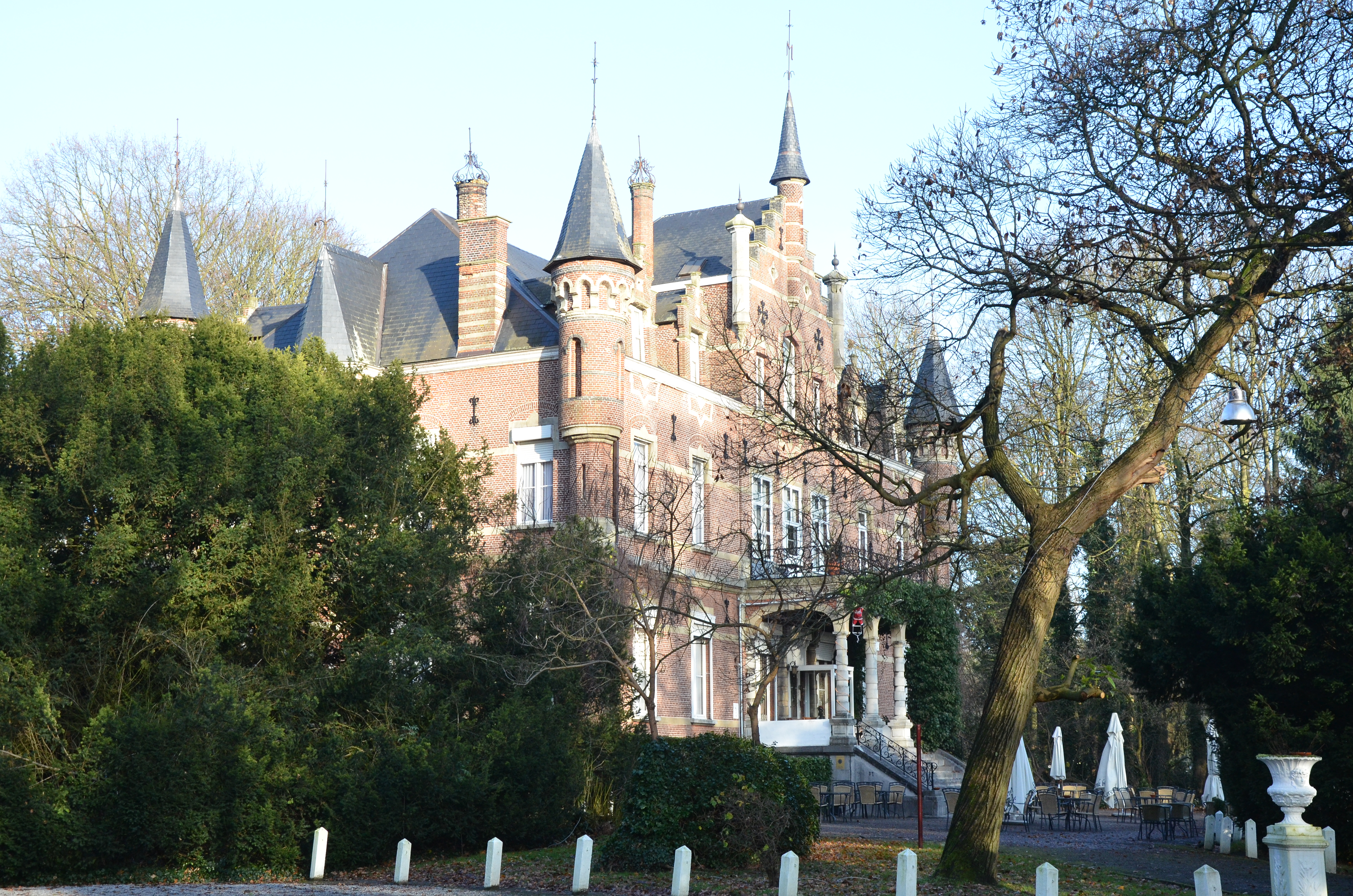
Castillo de Meerlaer en Laakdal (bosque), rediseñado por Piscador

Joseph François Piscador era el mayor de una familia de ocho hijos, de padre carpintero. Ya muy joven comenzó a dibujar construcciones de madera en el taller de su padre. Fue en la escuela de arte de gante «Sint-Lucasschool». En la escuela superior de arquitectura del mismo nombre, estudió la arquitectura neogótico cerca de Jean-Baptiste de Béthune. Fue uno de los mejores alumnos de este instituto y en 1889 obtuvo el "Gran premio de la arquitectura". De Béthune recomendó su discípulo al arquitecto Joris Helleputte, figura emblemática del movimiento neogótico en Bélgica, profesor en la Universidad Católica de Lovaina, diputado del partido católico y más tarde ministro. De 1892 en 1893 restauró la iglesia San Gangolf en Paulatem. 
Desde 1896 comenzó sus proyectos propios y a desarrollar su propio estilo. Se casó con Hélène van Aerschodt y la familia se integra en los círculos de la burguesía opulento, francófona y católica de Lovaina. 
Sus primeros encargos fueron la casaHeilig-Harthuis para el canónigo Armand Thiery y la restauración de la abadía de Santa Gertrudis en Lovaina. La relación con Thiery se envenenó cuando el canónigo comenzó a inmiscuirse demasiado en la ejecución de la obra, arrastrando al arquitecto a conflictos jurídicos interminables con la construcción de la iglesia, la comisión de los monumentos y el Ayuntamiento de la ciudad. 
Por sus méritos, la Asociación de Arquitectos de Lovaina le eligió como presidente. 
Murió el 31 de enero en su casa de veraneo Het Puthofen Wilsele. Su sepulcro se encuentra en el cementerioGroot Kerkhof van de Stad Bruselasen Schaarbeek. 

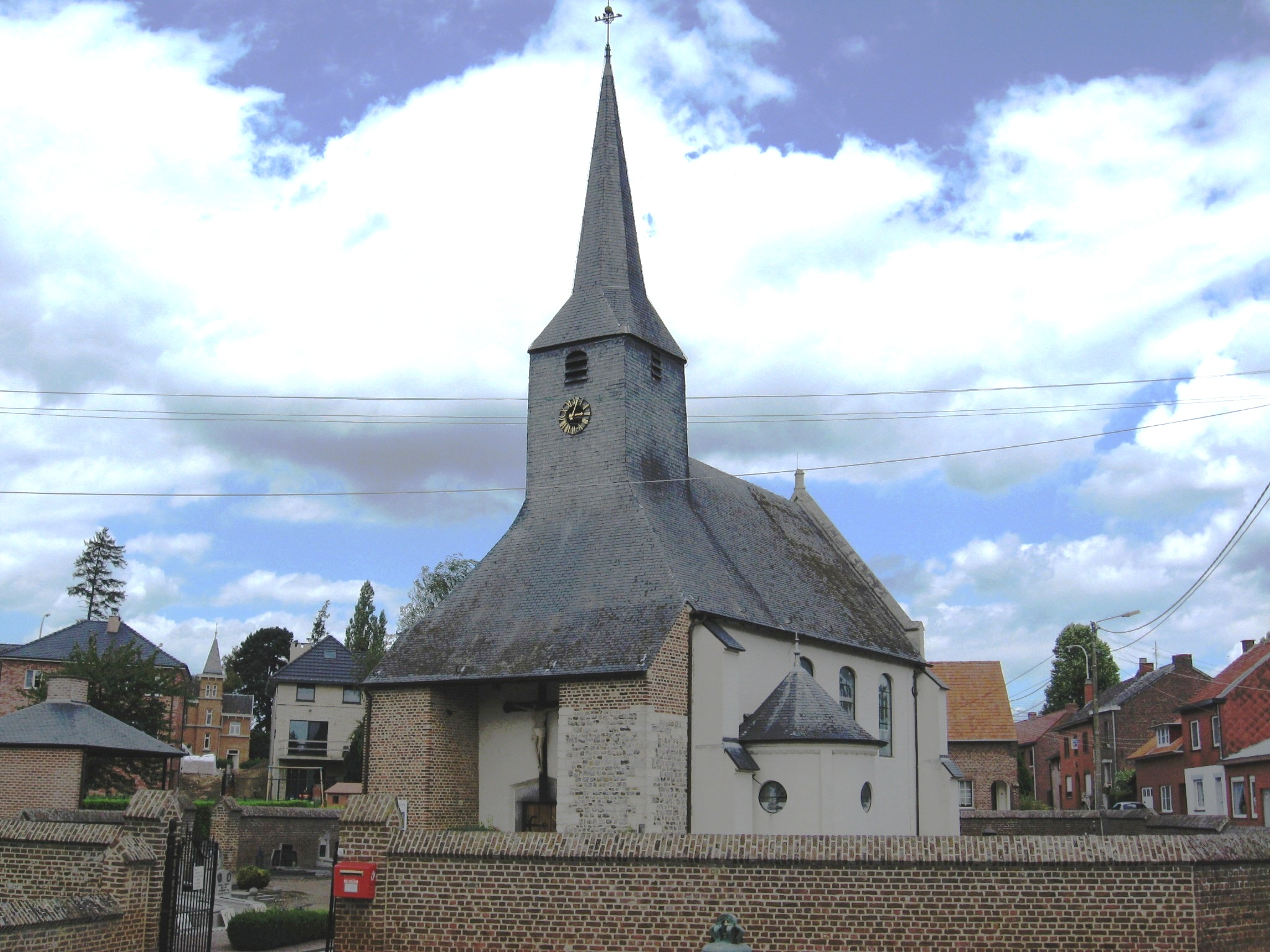
Iglesia de San Dionisio y San Nicolás en Gotem (Borgloon)
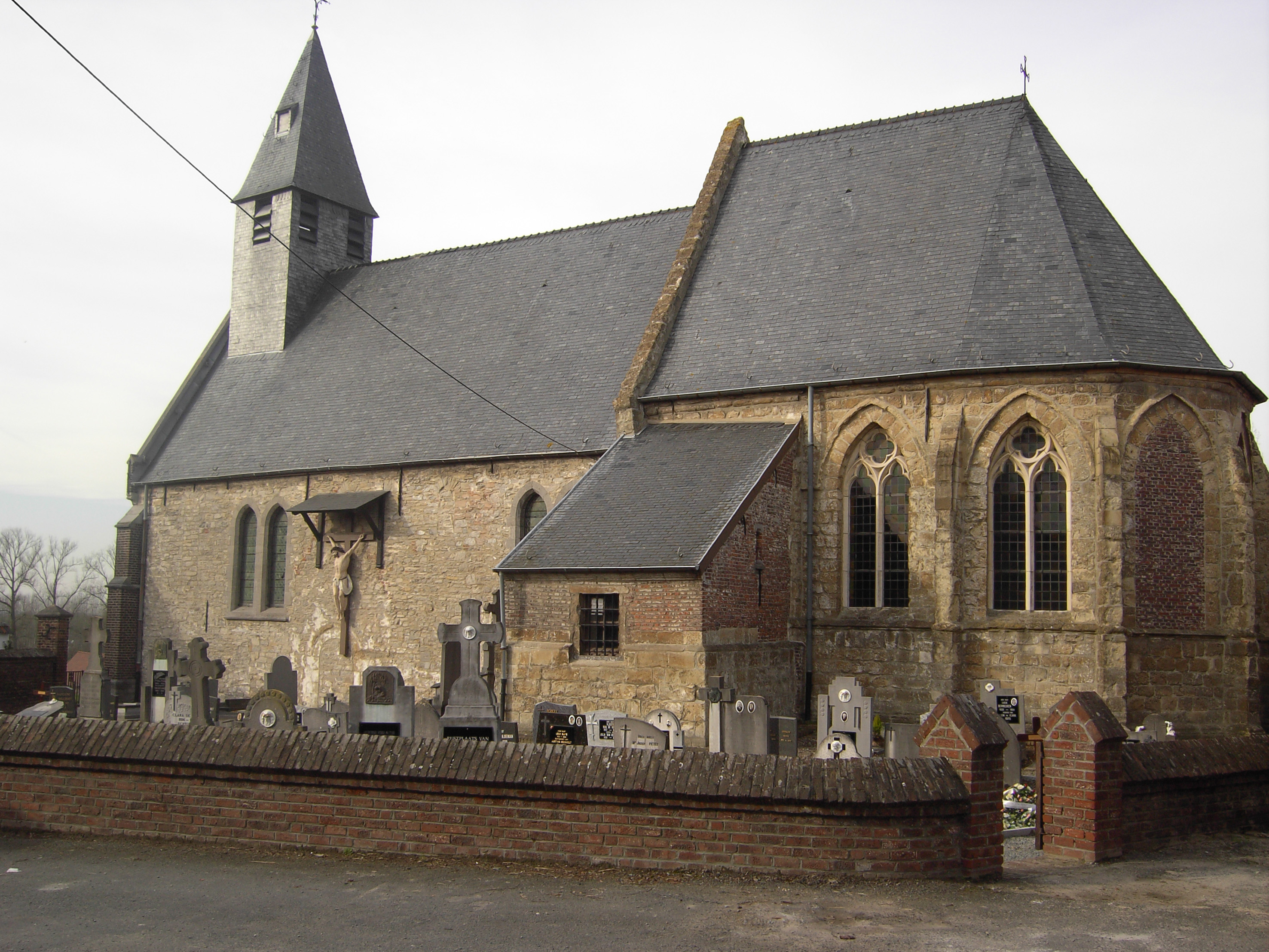
Iglesia de San Gangulfus en Paulatem
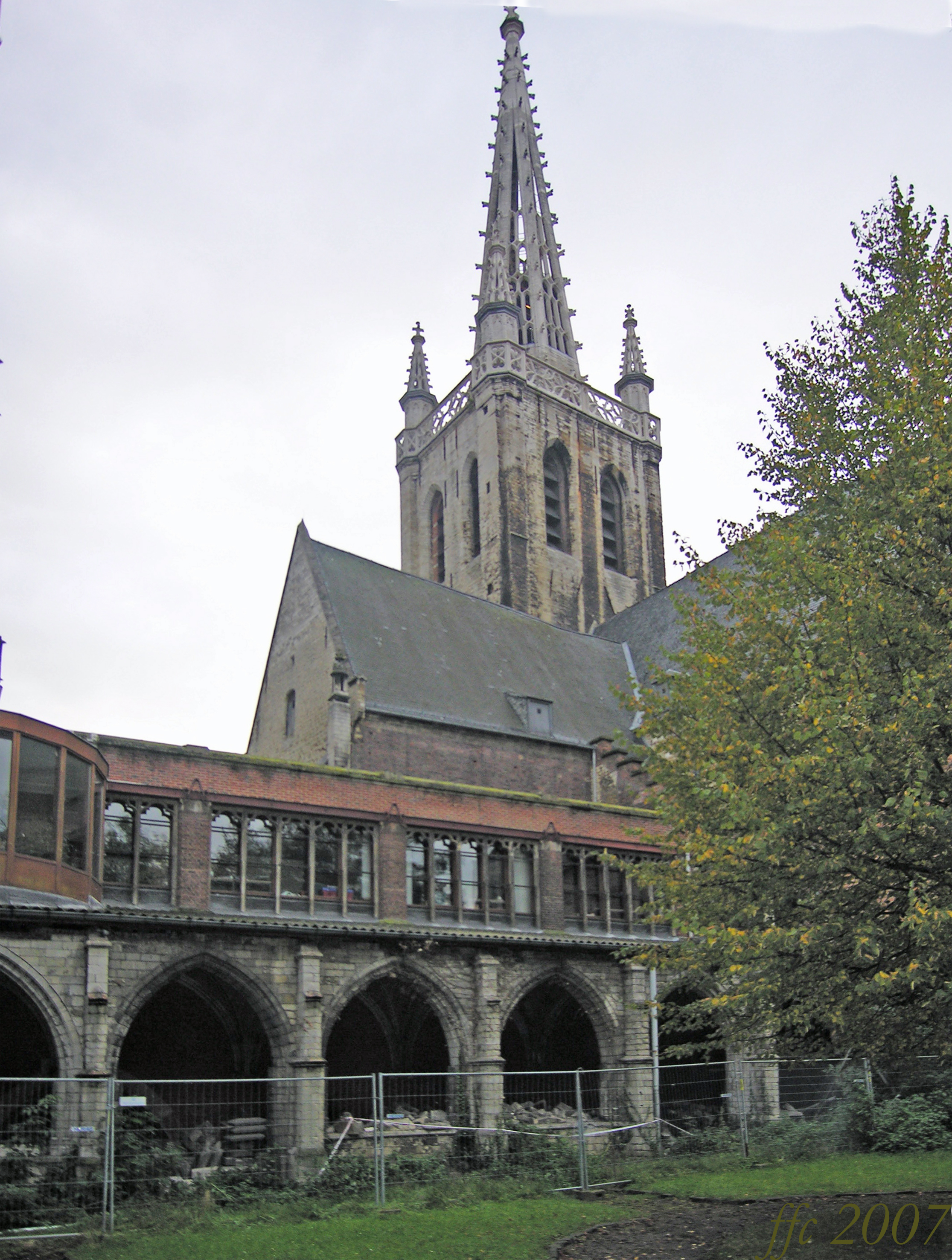
Iglesia de la abadía de Sint-Geertrui (Santa Gertrudis) en Lovaina
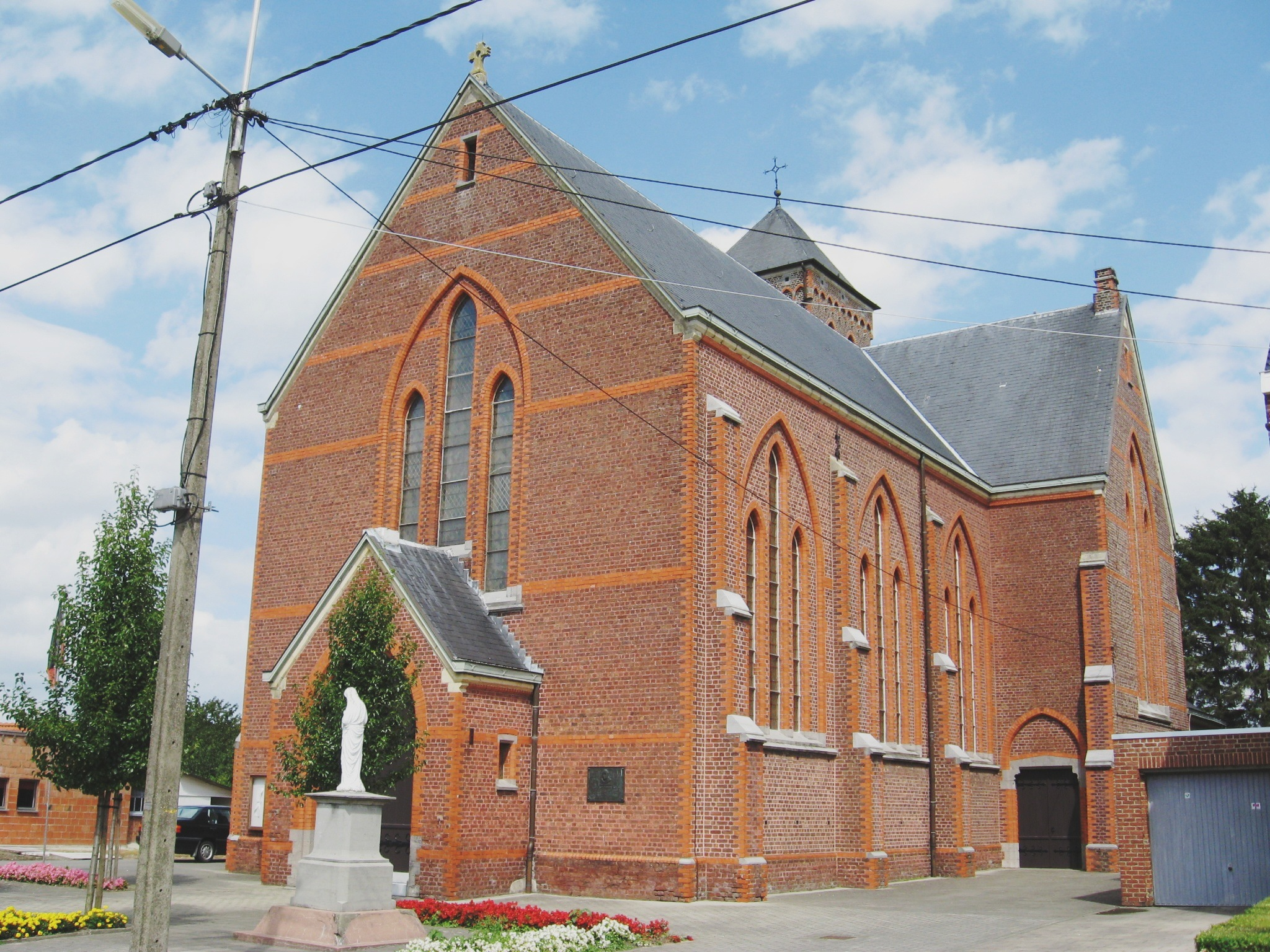
Iglesia de San José en Borgloon
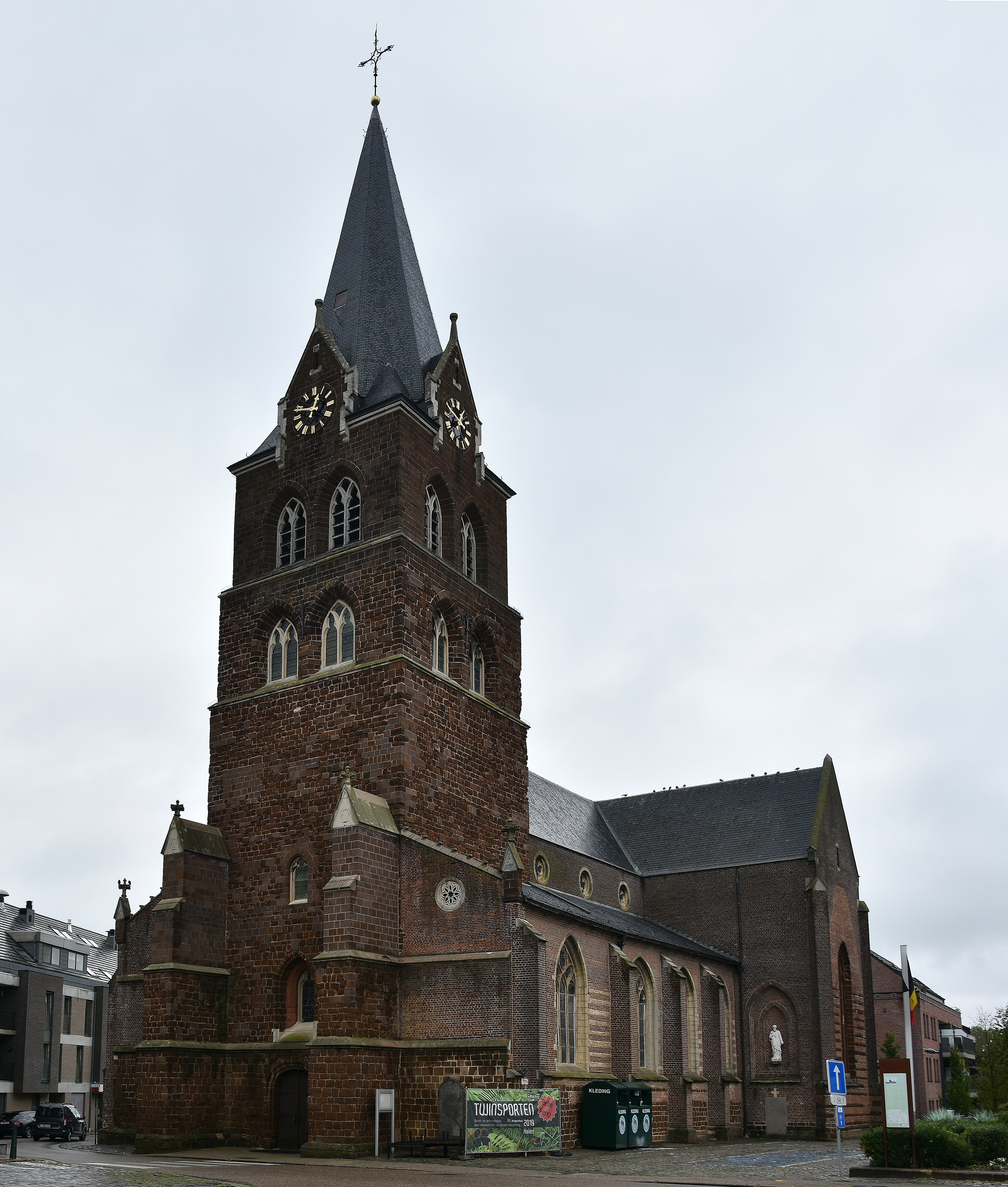
Sint-Pieter-in-Bandenkerk enHalen